# 郝隆
郝隆（1441年—？），字景昌，直隸永平府灤州人，民籍。明朝政治人物。進士出身。

## 生平
順天府鄉試第三十七名。成化八年（1472年）壬辰科會試第二百五十名，殿試登進士第三甲第一百零七名。曾官浙江金華府知府。

## 家族
曾祖郝富四。祖父郝名一。父亲郝興。